# Pterostichus ordinarius
Pterostichus ordinarius är en skalbaggsart som beskrevs av Thomas Casey. Pterostichus ordinarius ingår i släktet Pterostichus och familjen jordlöpare. Inga underarter finns listade i Catalogue of Life.